# Тањ Хоа (покрајина)
Тањ Хоа (виј. Thanh Hóa) је једна од 58 покрајина Вијетнама. Налази се у региону Северна Централна Обала. Заузима површину од 11.136,3 km². Према попису становништва из 2009. у покрајини је живело 3.400.595 становника. Главни град је Тањ Хоа.